# Салас, Хорхе
Хорхе Салас (исп. Jorge Salas; род. 1942) — аргентинский биатлонист, участник зимних Олимпийских игр 1980 года.

## Карьера
Первым крупным международным стартом для аргентинца стал чемпионат мира 1978 года в австрийском Хохфильцене. В спринте он финишировал 78-м, а в эстафете занял 22-е место.
В 1981 году в финском Лахти он в индивидуальной гонке стал 74-м, в спринте — 80-м, в эстафете — 19-м.
В 1980 году на зимних Олимпийских играх в Лейк-Плэсиде Аргентина дебютировала в соревнованиях по биатлону. За неё выступали Луис Риос, Рауль Абелла, Деметрио Веласкес и Хорхе Салас. Хорхе был самым возрастным представителем этой южноамериканской страны на играх и самым возрастным участником биатлонных соревнований, в момент участия в спринте ему было 37 лет и 139 дней. Он сумел финишировать только в одной гонке — спринте, где занял последнее 49-е место.

### Участие в Чемпионатах мира
| Год  | Место проведения | Инд | Спр | Эст |
| 1978 | ЧМ Хохфильцен    | 78  | —   | 22  |
| 1981 | ЧМ Лахти         | 74  | 80  | 19  |

### Участие в Олимпийских играх
| Год  | Место проведения | Инд | Спр | Эст |
| 1980 | Лейк-Плэсид      | DNF | 49  | DNF |